# Batoniïta
La batoniïta és un mineral de la classe dels sulfats. Rep el nom en honor de Massimo Batoni (6 abril 1948), vicepresident de l'Associació Micromineralògica Italiana.

## Característiques
La batoniïta és un sulfat de fórmula química Al₈(SO₄)₅(OH)₁₄(H₂O)₁₈·5H₂O. Va ser aprovada com a espècie vàlida per l'Associació Mineralògica Internacional en el mes d'abril de 2023, i publicada el mateix any. Cristal·litza en el sistema triclínic. Els seus cristalls són de color blanc a incolor, amb ratlla blanca i lluïssor vítria a greixosa.
L'exemplar que va servir per a determinar l'espècie, el que es coneix com a material tipus, es troba conservat a les col·leccions del Museu d'Història Natural de la Universitat de Pisa (Itàlia), amb el número de catàleg: 20028.

## Formació i jaciments
Es presenta en forma d'agregats hemisfèrics formats per cristalls tabulars trencadissos de fins a 1 mm de mida. Aquesta cristal·lització es deu probablement a l'acció de l'H₂SO4 sobre les roques paleozoiques que contenen alumini que es troben al túnel de Garibaldi, el nivell miner més baix de la mina Cetine di Cotorniano, on va ser descoberta. Aquesta mina està situada al municipi de Chiusdino, a la província de Siena (Toscana, Itàlia). Aquesta mina italiana és l'únic indret de tot el planeta on ha estat descrita aquesta espècie mineral.